# Liparophyllum gunnii
Liparophyllum gunnii är en vattenklöverväxtart som beskrevs av Joseph Dalton Hooker. Liparophyllum gunnii ingår i släktet Liparophyllum och familjen vattenklöverväxter. Inga underarter finns listade i Catalogue of Life.